# الجامعة البحرية العالمية

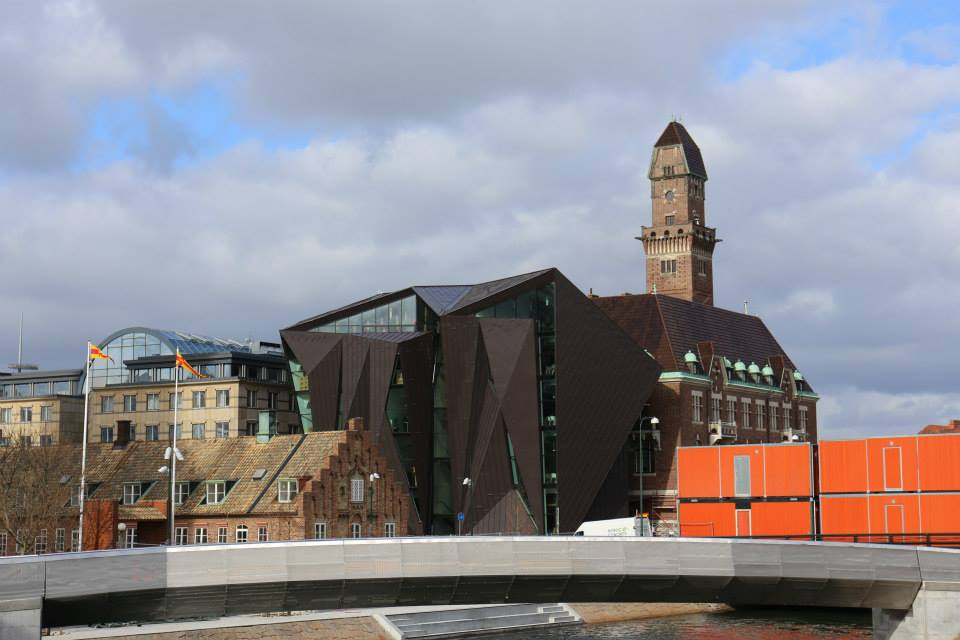
مبنى جديد WMU

الجامعة البحرية العالمية (WMU) في مالمو ، السويد ، هي جامعة بحرية للدراسات العليا أسستها المنظمة البحرية الدولية (IMO) ، وهي وكالة متخصصة تابعة للأمم المتحدة . يهدف قرار المنظمة العالمية للأرصاد الجوية الذي أنشئ بموجب قرار انعقاد جمعية المنظمة البحرية الدولية في عام 1983 إلى زيادة تعزيز أهداف وغايات الدول الأعضاء في المنظمة البحرية الدولية والمنظمة البحرية الدولية في جميع أنحاء العالم من خلال التعليم والبحث وبناء القدرات لضمان شحن آمن وآمن وفعال في المحيطات النظيفة . 

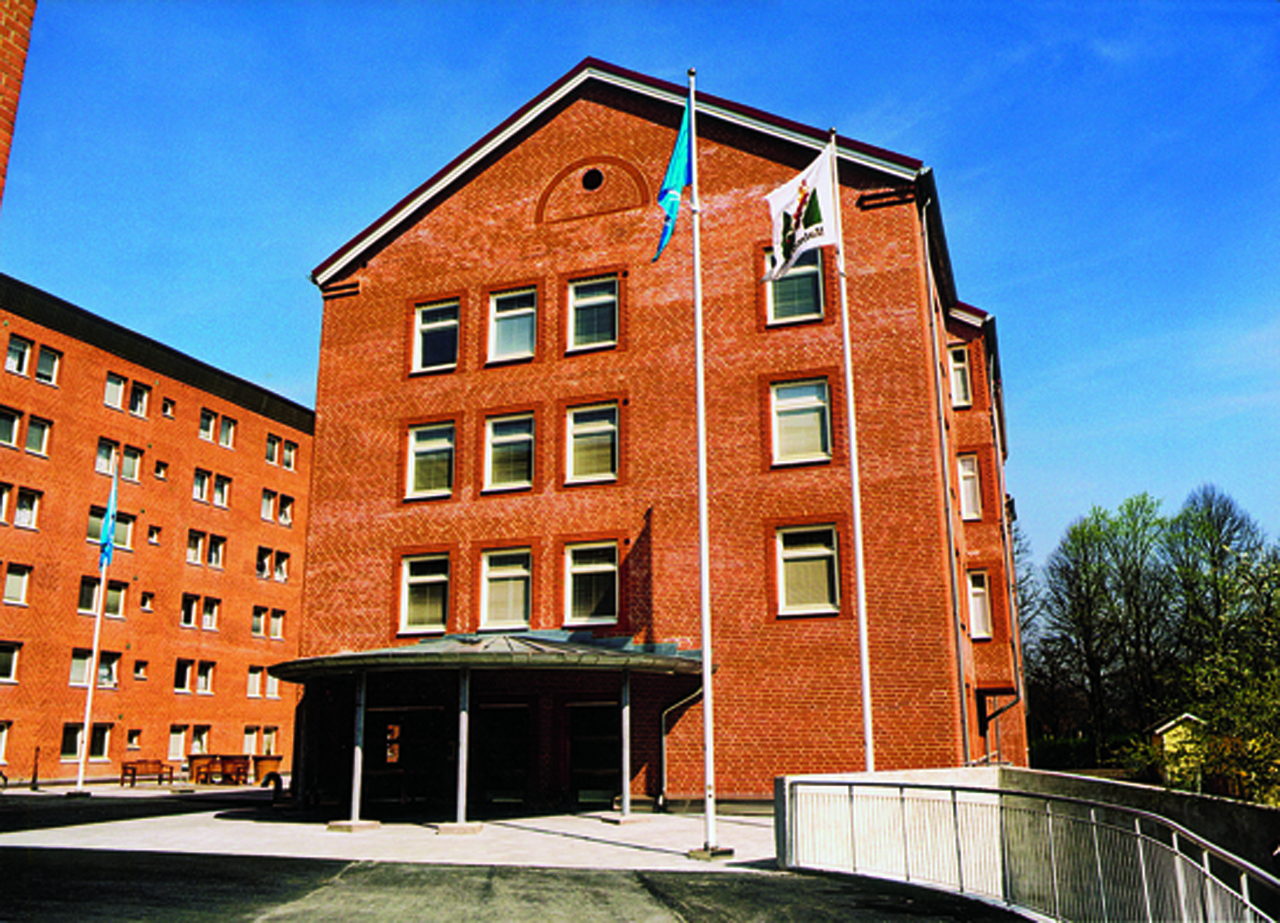
هنريك سميث ريزيدنس

## روابط خارجية
- الموقع الرسمي
- المنظمة البحرية الدولية